# George van Rossem
George van Rossem, né le 30 mai 1882 à La Haye (Pays-Bas) et mort le 14 janvier 1955 à Wassenaar (Pays-Bas), est un escrimeur néerlandais.

## Biographie
George van Rossem a participé aux Jeux olympiques de 1906, 1908, 1912 et 1920. En 1906, il remporta une médaille d'argent et une médaille de bronze et, en 1912, deux médailles de bronze.
En 1913, il est devenu champion néerlandais à l'épée.
Il a été président de la Fédération internationale d'escrime de 1925 à 1928. Il était secrétaire général du comité exécutif du Comité olympique néerlandais (Comité 1928), qui organisa les Jeux olympiques d'été de 1928 à Amsterdam.